# Noccaea firmiensis
Noccaea firmiensis är en korsblommig växtart som beskrevs av Friedrich Karl Meyer. Noccaea firmiensis ingår i släktet backskärvfrön, och familjen korsblommiga växter. Inga underarter finns listade i Catalogue of Life.